# The Very Beast of Dio Vol. 2
The Very Beast of Dio Vol. 2 – trzeci oficjalny album kompilacyjny amerykańskiego zespołu heavymetalowego Dio, wydany 9 października 2012 roku – dwa lata po śmierci lidera i wokalisty Ronniego Jamesa Dio. Jest kontynuacją kompilacji The Very Beast of Dio wydanej w 2000 roku.

## Lista utworów
1. „Killing the Dragon” – 4:25
2. „Push” – 4:08
3. „The Eyes” – 6:27
4. „Along Comes a Spider” – 3:32
5. „Better in the Dark” – 3:43
6. „Fever Dreams” – 4:37
7. „Black” – 3:06
8. „Feed My Head” – 5:39
9. „Shivers” – 4:15
10. „Hunter of the Heart” (na żywo) – 5:15
11. „One More for the Road” – 3:18
12. „Lord of the Last Day” – 4:04
13. „Electra” (ostatni singel zespołu, wydany wcześniej jedynie na Tournado Box Set) – 6:26
14. „As Long as It’s Not about Love” – 6:04
15. „This is Your Life” – 3:18
16. „Metal Will Never Die” (David Rock Feinstein feat. Ronnie James Dio; z albumu Bitten by the Beast) – 5:20
17. „The Prisoner of Paradise” – 4:01